# Damudya
Damudya (en bengali : ডামুড্যা) est une upazila du Bangladesh dans le district de Shariatpur. En 2011, on y dénombrait 109 003 habitants.